# Вилла Берг (Люденшайд)
Вилла Берг (нем. Villa Berg) — необарочный двухэтажный особняк в городе Люденшайд, построенный в 1906 году архитекторами Генрихом Кайзером и Карлом фон Гросхаймом для предпринимателя Карла Берга; является городским памятником архитектуры.

## История и описание
Вилла Берг расположена в Люденшайде по адресу улица Hohfuhrstraße, дом 42; особняк в стиле необарокко, расположенный в обширном саду, с гаражом и домиком для шофёра был построен в 1906 году по проекту архитекторов Генриха Кайзера и Карла фон Гросхайма для предпринимателя Карла Берга (1851—1906). В 1907 году в новое здание переехала вдова Берга с детьми. За счет эркера, балконов и лоджии, расположенный позади основного фасада, вся двухэтажная конструкция выглядит подчёркнуто асимметричной; вальмовая крыша здания с её дополнительными конструкциями, в том числе люкарнами, дополняет подобное впечатление. Внутри здания двухмаршевая деревянная лестница ведет в холл верхнего этажа. Стены столовой были расписаны художником Отто фон Эрнстом в 1909 году — изображения содержат сцены охоты. Исследователе обращали внимание на такие технические новинки начала XX века как грузовые лифты и встроенный пылесос. Регулярный сад вокруг здания устроен террасами. Здание, являющееся памятником архитектуры города Люденшайд, было полностью отремонтировано и отреставрировано в 2004 году.